# 鶴年 (道光進士)
鹤年（1797年—1850年），字介亭，号松圃，瓜尔佳氏，满洲正黄旗人。道光戊子科举人，壬辰科进士。曾任广西阳朔县知县。